# Univers partagé
L'univers partagé ou monde partagé (shared universe ou shared world en anglais) est un univers fictif issu d'un ensemble d'œuvres créatives dans lequel plusieurs auteurs (ou autres artistes) contribuent indépendamment à une œuvre, se suffisant déjà à elle-même, mais qui s'inscrit dans le développement conjoint de l'intrigue, des personnages ou de l'univers du projet global. C'est une notion récurrente dans des genres tels que la science-fiction. Elle diffère cependant du système d'écriture collaborative, dans lequel plusieurs auteurs travaillent ensemble sur une même œuvre, et de celui des crossovers où œuvres et personnages existent dans des univers indépendants bien distincts, à l'exception d'une seule rencontre.
Le terme univers partagé est également utilisé dans le domaine de la bande dessinée pour décrire généralement le milieu créé par les éditeurs, dans lequel les personnages, événements et prémices d'une certaine œuvre commerciale rejoignent ceux d'autres œuvres commerciales au sein d'une franchise médiatique.
Un autre type plus spécifique d'univers partagé, diffusé au travers d'une variété de médias (tels que des romans ou des films), chacun d'eux contribuant à la croissance, à l'histoire et au statut de l'action est lui appelé «environnement de divertissement imaginaire».
Le terme a également été utilisé dans un sens non littéraire plus large pour évoquer les concepts d'interdisciplinarité  ou de communauté  souvent dans le contexte d'un «univers de discours partagé».

## Définitions
L'historien de la bande dessinée Don Markstein, a défini le terme pour la première fois dans un article de 1970 dans CAPA-alpha.

### Les critères de Markstein
1. Si deux personnages A et B se sont rencontrent, alors ils existent au sein du même univers; et si deux personnages B et C se sont rencontrent, alors, par relation transitive, A et C se trouvent également dans le même univers.
2. Les personnages ne peuvent toutefois pas être connectés par des personnes réelles - sinon, l'on pourrait par exemple argumenter que Superman et les Quatre Fantastiques coexistent dans le même univers, puisque Superman a rencontré John F.Kennedy, qui a lui rencontré Neil Armstrong, qui a lui-même rencontré les Quatre Fantastiques.
3. Les personnages ne peuvent pas être connectés par des personnages "qui n'ont pas été créés par l'éditeur" - sinon, l'on pourrait toujours argumenter que Superman et les Quatre Fantastiques se trouvent bien dans le même univers, puisque les deux ont rencontré Hercule.
4. Des versions fictives toutes particulières de personnes réelles (par exemple, la version de Jerry Lewis des Aventures de Jerry Lewis, publié par DC Comics, qui se différencie du véritable Jerry Lewis par l'existence de sa femme de ménage aux pouvoirs magiques) peuvent cependant être utilisées comme connexions. Cela s'applique également à des versions spécifiques de personnages fictifs du domaine public, telles que la version Marvel Comics d'Hercules ou la version DC Comics de Robin des Bois .
5. On ne considère que des personnages se sont rencontrés, que s'ils sont apparus ensemble dans une même intrigue[6].

La fiction dans certains médias, tel que la majorité des programmes télévisés, et de nombreux titres de bandes dessinées, est communément considérée par les téléspectateurs ou les lecteurs comme nécessitant la contribution de plusieurs auteurs, ce qui ne créé pas en soi un univers partagé et est plutôt considéré comme une forme d'art collaboratif. Les apparitions anecdotiques, comme celle de d'Artagnan dans Cyrano de Bergerac, sont alors considérées comme des caméos.
Une interaction plus substantielle entre des personnages de différentes sources est souvent commercialisée comme un crossover . Bien que les crossovers se produisent dans un univers partagé, tous n'ont pas vocation à fusionner la toile de fond des différentes intrigues, et sont plutôt utilisés à des fins marketing, parodiques, ou pour exceptionnellement explorer des scénarios alternatifs (aussi appelés uchronies),.
Il peut néanmoins devenir difficile pour les auteurs contribuant à un univers partagé de maintenir une certaine cohérence et d'éviter des détails contradictoires aux œuvres antérieures, en particulier lorsque l'univers en question devient très vaste. La version jugée "officielle" par l'auteur ou la société contrôlant l'univers de base est appelée canon. Tous les univers partagés ne sont cependant pas forcément contrôlés par une entité capable ou curieuse d'en déterminer la continuité, et tous les fans ne également sont pas nécessairement d'accord avec les décisions prises lorsqu'elles entrent en vigueur.
Les fanfictions peuvent cependant trouver un certain degré de consensus au sein du fandom de l'univers d'origine.
Certains auteurs, dans un effort de s'assurer qu'un canon peut être établi et de garder les détails de l'univers crédibles, ont recours à certains procédés pour corriger les erreurs et contradictions qui résultent de l'implication de plusieurs contributeurs sur une longue période. L'un de ces procédés est la continuité rétroactive, qui rétablit les erreurs de continuité survenues dans des travaux antérieurs contradictoires.
Les lecteurs peuvent également objecter qu'une histoire ou série soit intégrée dans un univers partagé, s'ils jugent que cela " forcerait les fans d'un héros à acheter les titres d'autres héros".

## Origines dans la publication

### Origine dans les romans
L'expansion de matériel créatif existant à un univers partagé ne se limite pas aux œuvres sous licence du cinéma ou de la télévision. L'écrivain Larry Niven a par exemple ouvert l'univers appelé Known Space, qu'il a créé pour ses œuvres, aux autres écrivains car qu'il considérait que son manque d'expérience militaire l'empêchait de décrire correctement les guerres opposant l'humanité et les Kzinti dans ses récits.
La mesure dans laquelle il a rendu l'univers disponible à d'autres auteurs est devenue sujet à controverse, quand Elf Sternberg a créé une nouvelle érotique se déroulant dans Known Space, à la suite d'un billet d'auteur de Niven stipulant à ses fans que « si vous voulez plus d'histoires de Known Space, vous devrez les écrire vous-même ». Niven a depuis clarifié que son univers reste réservé à une utilisation "dans des conditions restreintes et nécessitant une permission"  qu'il a par ailleurs accordé aux différents auteurs de la série de romans Man-Kzin Wars.
En comparaison, l'auteur Eric Flint a lui pris le parti de directement éditer et publier ses collaborations avec des auteurs de fanfiction, élargissant sa série de livres 1632.
Un monde fictif peut également être étendu de la même manière après la mort de son créateur, bien que cette expansion posthume ne réponde pas strictement aux critères de l'univers partagé. Un exemple que l'on peut citer est le développement par August Derleth du Mythe de Cthulu à partir des écrits de HP Lovecraft.
Une approche dont le résultat est considéré par certains comme «totalement éloigné» des travaux de Lovecraft.
Des extensions d'univers posthumes moins controversées incluent celles de Ruth Plumly Thompson, et des œuvres qui ont suivi, reprenant le cadre du Pays d'Oz créé par L. Frank Baum, et celles de la série de livres Cycle de Fondation, d' Isaac Asimov par les écrivains Greg Bear, Gregory Benford et David Brin.
De nombreuses autres publications de cette nature se retrouvent sous la forme de séries d'anthologies de nouvelles, et parfois de romans indépendants. Ces exemples incluent Thieves' World de Robert Lynn Asprin, Les Nuits Mérovingeniennes de C.J. Cherryh et Heroes in Hell de Janet Morris.

### Origines dans la bande dessinée

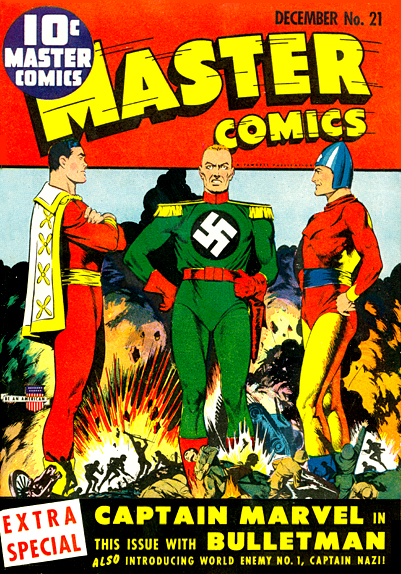
Un des premiers exemples d'univers partagé montrant Captain Marvel et Bulletman unissant leurs forces pour combattre Captain Nazi, établissant ainsi une continuité partagée au sein de «l'univers» de Fawcett Comics.

Dans le monde de la bande dessinée, le terme univers partagé a été utilisé pour désigner l'univers global créé par les éditeurs, dans lequel les personnages, événements et décors d'une œuvre commerciale rejoignent ceux d'une autre franchise médiatique.
En 1961, l'écrivain et éditeur de Marvel Comics , Stan Lee, en collaboration avec les artistes Jack Kirby et Steve Ditko, a fusionné la majeure partie de des personnages dans ce qui est devenu l'Univers Marvel . Marvel inscrit ses histoires dans un nombre croissant de réalités alternatives, chacune possédant un numéro attribué au sein d'un plus grand " multivers ". DC Comics et Marvel ont également copublié de façon périodique des séries de publications dans lesquelles leurs personnages respectifs se rencontrent et interagissent. Ces crossover particuliers entre différentes compagnies ont généralement été écrits comme des événements exceptionnels, pour éviter de laisser penser que les univers DC et Marvel coexistent. exception faite toutefois des vingt-quatre bandes dessinées publiées sous le nom d'emprunt métafictionel Amalgam Comics en 1996, représentant un univers partagé peuplé d'hybrides de personnages des deux sociétés. Marvel a depuis fait référence à cet univers comme faisant partie de son gigantesque multivers en le nommant Terre-692.
Bien que l'approche de l'univers partagé dans la bande dessinée par DC et Marvel les aient différenciés des concurrents de l'industrie, d'autres entreprises ont tenté des approches similaires. Valiant Comics et Crossgen ont tous deux publié des titres s'établissant dès leur création dans un seul et unique monde partagé propre aux éditeurs, respectivement connus sous le nom d' Unity  et de Sigilverse.

## Les univers partagés au cinéma et à la télévision
Les univers cinématographiques (ou télévisuels) se composent principalement d'une franchise regroupant plusieurs franchises (cinématographiques ou télévisuelles) se déroulant dans la même continuité; chaque franchise ayant sa propre intrigue indépendante, centrée sur un personnage (ou groupe de personnages) différent, tout comme sa propre distribution d'acteurs et ses propres réalisateurs et auteurs, tout en s'inscrivant dans une continuité cohérente et non contradictoire partagée avec les autres œuvres.
Les univers fictifs ayant une présence majeure au cinéma sont appelés univers cinématographiques, tandis que les univers fictifs ayant une présence majeure à la télévision sont appelés univers télévisuels . Les univers ayant une présence majeure à la fois au cinéma et à la télévision sont généralement désignés comme étant des univers cinématographiques, car c'est le média qui touche le plus de public. Certains univers cinématographiques et télévisuels sont accompagnés de jeux vidéo et de publications comme des romans ou des bandes dessinées, développant des récits canoniques supplémentaires, s'inscrivant dans la même continuité.

### Les univers partagés au cinéma
L'un des premiers univers partagé de l'histoire du cinéma fut la série cinématographique Universal Monsters incluant des films comme Dracula, Frankenstein, L'Homme invisible et Le Loup-garou, produits de 1931 à 1951 et présentait des acteurs et des personnages récurrents.
Certains univers cinématographiques sont aussi issus d'adaptations cinématographiques de romans, comme la série de films James Bond, basée sur les romans d'espionnage d'Ian Fleming.
Bien que les films adaptent certains éléments des romans, ce ne sont pas des adaptations directes. De plus ils n'ont pas été adaptés dans le même ordre que la sortie des livres. La série de films a débuté avec Dr No (1962), et vingt-trois suites ont par la suite vu le jour, la plus récente étant Spectre (2015).
Comme la série s'étend sur plus de 50 ans, James Bond a déjà été interprété par six acteurs différents. Tous les autres personnages récurrents ont également subi des remplacements.
Une fois tous les romans de Fleming adaptés, la série s'est orientée vers des scripts originaux. Néanmoins, tous les films s'inscrivent tout de même dans une unique continuité fictionnelle cohérente, malgré les scénaristes, réalisateurs et acteurs qui eux changent d'une production à l'autre; certains aspects de l'univers fictif sont conservés entre les films.
La série de films La Planète des singes tire également son origine d'une adaptation cinématographique du roman éponyme, prenant de nombreuses libertés créatives.
Le film original intitulé La Planète des singes (1968) centrait son intrigue sur l'astronaute George Taylor, atterrissant sur une planète mystérieuse gouvernée par des singes, qui se révéla être la future planète Terre à la fin du long-métrage.
Le deuxième opus, Le Secret de la Planète des singes développait son intrigue au tour de Brent, un astronaute envoyé en mission de sauvetage pour sauver Taylor.
Le troisième opus, Les Évadés de la Planète des singes, introduisait le voyage dans le temps et mettait l'accent sur les singes Zira et Cornelius, déjà apparus comme des personnages de second plan dans les films précédents, alors qu'ils voyagent dans le passé à bord du vaisseau spatial de Taylor.
Enfin, les quatrième et cinquième films, La Conquête de la Planète des singes et La Bataille de la Planète des singes, se concentraient sur César, le fils de Zira et Cornélius, menant le soulèvement contre les humains, à l'origine de l'avenir décrit dans le film original.
Une série télévisée et une série animée, sorties par la suite, sont également considérées comme faisant partie intégrante de l'histoire des films.
L'origine de la planète des singes telle que découverte par Taylor dans la chronologie originale (antérieure au voyage dans le temps), a été expliquée dans une série de films préquel-reboot replaçant le singe César originel au centre de l'intrigue, comme protagoniste principal. L'histoire se concentrant sur sa vie, d'enfant à vieux singe, et sur les raisons du conflit qui a opposé les singes à l'humanité.
La série de films Star Wars fut créée par George Lucas, et produite par sa société de production autofinancée, Lucasfilm. Elle débuta avec le film Star Wars (1977), suivi de deux suites L'Empire contre-attaque (1980) et Le Retour du Jedi (1983). Ensemble, ces trois films sont connus comme la trilogie originale, dont l'intrigue est centrée sur Luke Skywalker, Han Solo et la princesse Leia .
La trilogie préquel composée de Star Wars, épisode I : La Menace fantôme (1999), Star Wars, épisode II : L'Attaque des clones (2002) et Star Wars, épisode III : La Revanche des Sith (2005) a plus tard élargi la série à une saga, et se centrait sur le père de Luke Skywalker, Anakin Skywalker. De nouveaux membres de la distribution y ont également dépeint des versions plus jeunes des personnages de la première série de films, tandis que d'autres acteurs sont revenus à leurs rôles initiaux de la trilogie d'origine.
La tradition s'est ensuite étendue à la télévision grâce à l'animation. Le film d'animation Star Wars: The Clone Wars (2008) servant de pilote pour la série animée du même nom (2008-2014, 2020). Lucas, qui était profondément impliqué dans le processus créatif des œuvres mentionnées précédemment, a ensuite cessé toute implication créative dans la franchise Star Wars en 2014.
Lucasfilm a annoncé plus tard qu'à partir d'avril 2014, seules les œuvres mentionnées précédemment seraient considérées comme canoniques, ainsi que toutes les œuvres de fiction publiées après cette date. La série animée Star Wars Rebels (2014–2018), a été le premier travail publié à la suite de cette annonce.
Une trilogie suite (ou sequel en anglais) composée des films Star Wars: Le Réveil de la Force (2015), Star Wars: Les Derniers Jedi (2017) et Star Wars: L'ascension de Skywalker (2019) marqua à nouveau le retour de nombreux membres de la distribution aux côtés de nouveaux arrivants.
La saga principale se compose donc de la trilogie originale, des préquels et de la trilogie suite. Depuis peu, une nouvelle série parallèle de films spin-off, connue sous le nom de films d'anthologie, développe les points d'intrigue et personnages de la série principale.
L'univers de Star Wars s'est aussi étendu aux jeux vidéo, bandes dessinées et romans, contant des histoires originales basées sur la franchise, le classant ainsi comme environnement de divertissement imaginaire, où tous les films partagent la même continuité que tous les autres formats de médias, indépendamment du dit format.
Le "Story Group" de Lucasfilm se charge de maintenir une narration cohérente et d'en assurer la consistance et la synergie en évitant les trous d'intrigue entre les œuvres cinématographiques et non cinématographiques.
La marque Star Wars Legends est utilisée pour estampiller toutes les rééditions d'œuvres non canoniques (téléfilms, séries animées, jeux vidéo, bandes dessinées et romans) de la franchise qui ont été produites et / ou dont la production a cessé avant avril 2014. Lucas lui-même considère les œuvres Star Wars Legends comme non canoniques car elles diminueraient la signification de ses films en n'adhérant pas à sa vision. Il a malgré tout inclut quelques-uns des éléments de Star Wars Legends qu'il soutenait dans ses œuvres; tels que des personnages et des lieux, les rendant donc canoniques. Les auteurs ayant succédé à Lucas ont également incorporé des Star Wars Legends dans leurs histoires, parfois avec l'aide des créateurs originaux.
Concernant les films basés sur des bandes dessinées, il existe deux univers cinématographiques basés sur des personnages de Marvel Comics, tous deux situés dans une continuité différente. La série de films X-Men, née en 2000, est la plus ancienne franchise de films de super-héros à se dérouler dans la même continuité. L'univers cinématographique Marvel (abrégé MCU en anglais) est la franchise possédant le plus de films, ainsi que plusieurs programmes télévisés, auxquels s'ajoute une série parallèle de bandes dessinées, qui coexistent et partagent la même continuité, faisant du MCU un environnement de divertissement imaginaire.
L'Univers cinématographique DC est une franchise cinématographique qui englobe différentes séries de films basées sur les personnages de DC Comics, tous partageant une certaine continuité.
L'auteur et réalisateur Kevin Smith a créé un univers fictif utilisé dans plusieurs de ses films, ainsi que dans des bandes dessinées et une série télévisée: le View Askewniverse, qui porte le nom de la société de production de Smith, View Askew Productions . Les personnages Jay et Silent Bob (interprétés par Smith) figurent dans presque tous les médias liés au View Askewniverse, où les personnages d'une histoire font souvent des réapparitions, ou sont mentionnés d'une œuvre à l'autre. Les personnages, décors et thèmes récurrents du View Askewniverse sont apparus pour la première fois dans le premier film de Smith, Clerks : Les Employés modèles, en 1994.
Parmi les adaptations de roman au cinéma les plus réussies figurent les trilogies cinématographiques Le Hobbit (2012-2014) et Le Seigneur des anneaux (2001-2003), toutes deux été réalisées par Peter Jackson, tout en servant d'adaptations fidèles aux romans écrits par J. R. R. Tolkien (en particulier Le Seigneur des anneaux).
La première œuvre de la série de livres est Le Hobbit publié en 1937. L'action des romans est se déroule principalement autour des avanetures des hobbits Bilbon Sacquet et son neveu Frodon Sacquet, ainsi que celles du sorcier Gandalf, au milieu d'autres espèces telles que les nains et les elfes.
Des jeux vidéo tirés des films de la saga ont également été produits.
Un autre univers cinématographique composé de films dont les titres seraient identiques à ceux des chansons de Simon et Garfunkel aurait par ailleurs été proposé et publiquement discuté par des cinéastes en 2017.[réf. nécessaire]
Le réalisateur Edgar Wright aurait écrit que l'univers cinématographique de Simon et Garfunkel pourrait potentiellement débuter avec son film Baby Driver, et Liaisons à New York de Marc Webb. Wright aurait également suggéré la création d'un film intitulé "So Long, Frank Lloyd Wright".[réf. nécessaire] Par la suite, plusieurs scénaristes, réalisateurs et acteurs ont exprimé leur intérêt et suggestions pour la réalisation de films au sein de cet univers, tels que Rian Johnson : Keep the Customer Satisfied ; Lin-Manuel Miranda : Cecilia ; Marc Webb et Dwayne Johnson : I Am a Rock.

### Les univers partagés à la télévision
L'univers partagé à la télévision fait référence aux univers basés exclusivement sur des programmes de télévisés, sans l'inclusion d'aucun film. Les séries télévisées peuvent donner lieu à des séries spin-off se déroulant dans le même univers, et souvent axées sur un seul personnage du programme original. La sitcom américaine Cheers a donné lieu deux séries dérivées basées sur ses personnages, Frasier et The Tortellis .
Un bon exemple d'univers partagés à la télévision est la théorie dite Tommy Westphall Universe Hypothesis, qui suggère que des centaines de séries télévisées américaines se dérouleraient au sein du même univers. L'hypothèse partant du principe que si un acteur jouant un certain personnage dans une série, fait un caméo dans une seconde série, en jouant le même personnage, alors ces deux séries doivent se dérouler dans le même univers. La théorie tire son nom d'un personnage de l'épisode final de la série Hôpital St Elsewhere, où l'interprétation commune des événements à l'issue de l'épisode, est que l'univers entier de St. Elsewhere - y compris toutes les séries qui y sont liées - n'existe que dans l'imagination de Tommy Westphall.
À l'opposé, l'univers dérivé de Doctor Who, connu sous le nom de Whoniverse, a quant à lui relativement peu de cohérence compte tenu de sa division entre les pièces de théâtre radiophoniques produites par Big Finish et la BBC, la série de romans New Adventures, ou encore l'univers basé sur les bandes dessinées publiées dans Doctor Who Magazine et autres publications.
Le réseau de télévision The CW, lui, abrite l'Arrowverse. Univers partagé des programmes télévisés basés sur les personnages de DC Comics.

### Les univers partagés dans les films d'animation et séries animées
L'univers Mickey Mouse remonte aux années 1930, à l'époque où le dessin animé a été développé en comic strip pour les journaux.
Bien que les personnages jouent parfois d'autres rôles, et ont d'autres noms, les scénaristes ont expliqué cette divergence en pensant les personnages comme «employés» par Disney en tant qu'acteurs. Walt Disney, lorsqu'on lui a demandé si Mickey Mouse et Minnie Mouse étaient mariés ou non, a répondu que les souris étaient en effet mariées dans leur «vie privée», mais qu'elles apparaissaient parfois comme petit-ami et petite-amie «à des fins scénaristiques». L'univers Mickey Mouse comprend également l'Univers des canards de Disney en tant que sous-ensemble.
L'univers Pixar est une théorie de fans élaborée, suggérant que tous les films d'animation Pixar se dérouleraient dans le même univers.
Au cours de l'exposition D23 de 2015, lors du panel "Pixar Secrets Revealed", le réalisateur Mark Andrews a rejeté la théorie, et le co-directeur de Vice-versa Ronnie del Carmen a ajouté : « Vous imaginez le genre de réunions que l'on devrait organiser pour être sûrs que tous nos films coincident? »

## Origines dans les jeux vidéo et sur Internet
L'influence d'Internet sur la fiction interactive et collaborative, a également donné naissance à un grand nombre d'univers partagés amateurs. Les auteurs amateurs ont créé ces univers partagés en contribuant à des listes de diffusion, des archives de récits et Usenet. L'un des plus anciens univers, SFStory, a vu son émule Superguy cité comme illustrant le réel potentiel d'Internet.
Un autre exemple sont les récits Tales from the Blind Pig, ancrés dans l'univers des Furries, apparus sur le site Transformation Story Archive et dont la publication fut limitée,.
D'autres exemples plus anciens incluent le Dargon Project et Devilbunnies.

## Autres formes de média
La comédie musicale, jouée en 2000, Seussical mettait en scène plusieurs œuvres de Dr Seuss au sein du même monde fictif.
Les produits et jouets Hasbro, dont G.I. Joe et Transformers, sont eux considérés par leur fabricant comme existant de manière fictive dans l'univers Hasbro .